# ホーリー・ランド
『ホーリー・ランド』(Holy Land)は、ブラジルのヘヴィメタルバンド・アングラの2作目のアルバム。

## 収録曲
1. "Crossing" – 1:56
2. "Nothing to Say" – 6:22
3. "Silence and Distance" – 5:35
4. "Carolina IV" – 10:36
5. "Holy Land" – 6:26
6. "The Shaman" – 5:24
7. "Make Believe" – 5:53
8. "Z.I.T.O." – 6:04
9. "Deep Blue" – 5:49
10. "Lullaby for Lucifer" – 2:40
11. "Queen Of The Night" (Bonus Track) - 4:37

## 参加ミュージシャン
- アンドレ・マトス：ボーカル、キーボード
- キコ・ルーレイロ：ギター、バッキングボーカル
- ラファエル・ビッテンコート：ギター、バッキングボーカル
- ルイス・マリウッティ：ベース
- リカルド・コンフェッソーリ：ドラム